# Roemenië op de Olympische Zomerspelen 1996
Roemenië nam deel aan de Olympische Zomerspelen 1996 in Atlanta, Verenigde Staten. Er werden 20 medailles gewonnen, waaronder 4 gouden. 

## Medailleoverzicht
| Sport         | Olympiër | Onderdeel                | Medaille |
| ------------- | --- | ------------------------ | -------- |
| Gymnastiek    | Simona Amânar | sprong (v)               | Goud     |
| Roeien        | Constanța Burcică-Pipota Camelia Macoviciuc                                                                                     | lichte dubbel-twee (v)   |          |
| Roeien        | Vera Cochela Liliana Gafencu Elena Georgescu Doina Ignat Elisabeta Lipă Ioana Olteanu Mărioara Popescu Doina Spircu Anca Tănase | acht (v)                 |          |
| Schermen      | Laura Badea | floret (v)               |          |
| Gymnastiek    | Gabriela Szabó | 1500m (v)                | Zilver   |
| Gymnastiek    | Dan Burincă | ringen (m)               |          |
| Gymnastiek    | Marius Urzică | paard voltige (m)        |          |
| Gymnastiek    | Simona Amânar | vloer (v)                |          |
| Gymnastiek    | Gina Gogean | individuele meerkamp (v) |          |
| Kanovaren     | Antonel Borșan Marcel Glăvan | C-2 1000m (m)            |          |
| Schermen      | Laura Badea Roxana Scarlat Reka Szabo                                                                                           | floret team (v)          |          |
| Boksen        | Leonard Doroftei | -60kg (m)                | Brons    |
| Boksen        | Marian Simion | -67kg (m)                |          |
| Gewichtheffen | Nicu Vlad | -108kg (m)               |          |
| Gymnastiek    | Gina Gogean | balk (v)                 |          |
| Gymnastiek    | Gina Gogean | sprong (v)               |          |
| Gymnastiek    | Simona Amânar | individuele meerkamp (v) |          |
| Gymnastiek    | Lavinia Miloșovici | individuele meerkamp (v) |          |
| Gymnastiek    | Simona Amânar Gina Gogean Ionela Loaieș Alexandra Marinescu Lavinia Miloșovici Mirela Ţugurlan                                  | meerkamp team (v)        |          |
| Kanovaren     | Gheorghe Andriev Grigore Obreja                                                                                                 | C-2 500m (m)             |          |

## Deelnemers en resultaten

### Atletiek
| Olympiër           | Discipline             | Resultaat | Prestatie |
| ------------------ | ---------------------- | --------- | --- |
| Ovidiu Olteanu     | 1500m (m)              | 26e       | serie 1: 5de in 3.38,33 |
| Gheorghe Boroi     | 110m horden (m)        | 12e       | serie 3: 4de in 13,66 kwartfinale 3: 4de in 13,56 halve finale 1: 6de in 13,57 |
| Mugur Mateescu     | 400m horden (m)        | 36e       | serie 2: 8ste in 49,97 |
| Florin Ionescu     | 3000m steeplechase (m) | 15e       | serie 1: 3de in 8.31,34 halve finale 1: 6de in 8.28,77 |
| Costică Bălan      | 20km snelwandelen (m)  | 45e       | 1:28.36 |
| Bogdan Țărus       | verspringen (m)        | 15e       | kwalificatie groep B: 9de met 7,96m |
| Bogdan Tudor       | verspringen (m)        | 19e       | kwalificatie groep A: 9de met 7,88m |
| Costel Grasu       | discuswerpen (m)       | 26e       | kwalificatie groep A: 15de met 58,56m |
|                    |                        |           | |
| Cătălina Gheorghiu | 1500m (v)              | DSQ       | serie 2: 4de in 4.13,82 halve finale 2: gediskwalificeerd |
| Gabriela Szabó     | 1500m (v)              | Zilver    | serie 3: 1ste in 4.07,32 halve finale 1: 2de in 4.09,83 finale: 2de in 4.01,54 |
| Elena Fidatof      | 5000m (v)              | 7e        | serie 1: 2de in 15.17,89 finale: 7de in 15.16,71 |
| Stela Olteanu      | 5000m (v)              | 33e       | serie 2: 11de in 15.58,28 |
| Gabriela Szabó     | 5000m (v)              | 22e       | serie 3: 7de in 15.42,35 |
| Iulia Negură       | 10000m (v)             | 8e        | serie 2: 5de in 31.40,16 finale: 8ste in 31.26,46 |
| Elisabeta Anghel   | 100m horden (v)        | DNF       | serie 5: niet gefinisht |
| Ionela Târlea      | 400m horden (v)        | 7e        | serie 4: 4de in 55,42 halve finale 1: 1de in 54,41 finale: 7de in 54,40 |
| Anuța Cătună       | maraton (v)            | 44e       | 2:42.01 |
| Cristina Pomacu    | maraton (v)            | DNF       | niet gefinisht |
| Lidia Șimon        | maraton (v)            | 6e        | 2:31.04 |
| Norica Cîmpean     | 10km snelwandelen (v)  | 29e       | 46.19 |
| Mihaela Gheorghiu  | verspringen (v)        | DNF       | kwalificatie groep A: geen geldige poging |
| Rodica Mateescu    | hink-stap-springen (v) | 7e        | kwalificatie groep B: 6de met 14,22m finale: 7de met 14,21m |
| Cristina Boiț      | discuswerpen (v)       | 27e       | kwalificatie groep B: 15de met 58,10m |
| Nicoleta Grasu     | discuswerpen (v)       | 7e        | kwalificatie groep A: 3de met 63,00m finale: 7de met 63,28m |
| Felicia Țilea      | speerwerpen (v)        | 10e       | kwalificatie groep B: 1ste met 66,94m finale: 10de met 59,94m |
| Liliana Năstase    | zevenkamp (v)          | 22e       | 100m horden: 5de in 13,37 hoogspringen: 27ste met 1,65m kogelstoten: 16de met 13,30m 200m: 19de in 24,96 verspringen: 15de met 6,09m speerwerpen: 25ste met 38,66m 800m: 18de in 2.19,73 totaal: 5847 punten |

### Boksen
| Olympiër         | Discipline | Resultaat | Prestatie |
| ---------------- | ---------- | --------- | --- |
| Sabin Bornei     | -48kg (m)  | 9e        | 1ste ronde: W van DOM Reyes: 16-10 2de ronde: V van THA Kamsing: 7-18 |
| George Olteanu   | -54kg (m)  | 5e        | 1ste ronde: W van MEX Álvarez: scheidsrechterlijke beslissing 2de ronde: W van TUN Riadh: 16-3 kwartfinale: V van HUN Kovács: 2-24                                            |
| Leonard Doroftei | -60kg (m)  | Brons     | 1ste ronde: W van GAB Mboumba: scheidsrechterlijke beslissing 2de ronde: W van KGZ Kopenkin: 10-1 kwartfinale: W van GEO Gogoladze: 17-8 halve finale: V van ALG Soltani: 6-9 |
| Marian Simion    | -67kg (m)  | Brons     | 1ste ronde: W van FRA Bayram: 13-6 2de ronde: W van USA Vargas: 8-7 kwartfinale: W van DEN Al: 16-8 halve finale: V van CUB Hernandez: 7-20                                   |
| Francisc Vastag  | -71kg (m)  | 17e       | 1ste ronde: V van GER Beyer: 12-17 |
| Ovidiu Bali      | -91kg (m)  | 9e        | 1ste ronde: vrij 2de ronde: V van FRA Mendy: scheidsrechterlijke beslissing                                                                                                   |

### Gewichtheffen
| Olympiër         | Discipline | Resultaat | Prestatie                                                       |
| ---------------- | ---------- | --------- | --------------------------------------------------------------- |
| Traian Cihărean  | -54kg (m)  | 5e        | trekken: 5de met 120kg stoten: 5de met 145kg totaal: 265kg      |
| Marius Cihărean  | -64kg (m)  | 18e       | trekken: 14de met 130kg stoten: 22ste met 155kg totaal: 285kg   |
| Lucian Maxinianu | -64kg (m)  | 19e       | trekken: 14de met 130kg stoten: 22ste met 155kg totaal: 285kg   |
| Ilie Fǎtu        | -76kg (m)  | 5e        | trekken: 18de met 135kg stoten: 10de met 180kg totaal: 315kg    |
| Nicu Vlad        | -108kg (m) | Brons     | trekken: 1ste met 197,5kg stoten: 3de met 222,5kg totaal: 420kg |

### Gymnastiek
| Olympiër                                                                                             | Discipline               | Resultaat | Prestatie |
| Ritmisch                                                                                             | Ritmisch                 | Ritmisch  | Ritmisch |
| --- | ------------------------ | --------- | --- |
| Dana Carteleanu                                                                                      | individueel (v)          | 32e       | kwalificatie: 32ste hoepel: 32ste met 9,150 punten bal: 27ste met 9,166 punten knotsen: 34ste met 9,050 punten linten: 33ste met 9,016 punten totaal: 36,382 punten |
| Alina Stoica                                                                                         | individueel (v)          | 15e       | kwalificatie: 11de hoepel: 19de met 9,316 punten bal: 9de met 9,499 punten knotsen: 12de met 9,500 punten linten: 10de met 9,466 punten totaal: 37,781 punten halve finale: 15de touw: 12de met 9,483 punten bal: 12de met 9,533 punten knotsen: 20ste met 8,766 punten linten: 11de met 9,466 punten totaal: 37,248 punten |
| Turnen                                                                                               |                          |           | |
| Marius Urzică                                                                                        | paard voltige (m)        | Zilver    | kwalificatie: 2de met 19,549 punten finale: 2de met 9,825 punten |
| Dan Burincă                                                                                          | ringen (m)               | Zilver    | kwalificatie: 7de met 19,300 punten finale: 2de met 9,812 punten |
| Adrian Ianculescu                                                                                    | individuele meerkamp (m) | 26e       | kwalificatie: 26ste brug: 53ste met 18,550 punten paard voltige: 11de met 19,300 punten rekstok: 50ste met 18,750 punten ringen: 80ste met 18,225 punten sprong: 35ste met 19,087 punten vloer: 18de met 19,224 punten totaal: 113,136 punten |
| Cristian Leric                                                                                       | individuele meerkamp (m) | 11e       | kwalificatie: 35ste brug: 44ste met 18,662 punten paard voltige: 50ste met 18,725 punten rekstok: 39ste met 18,925 punten ringen: 86ste met 17,900 punten sprong: 23ste met 19,174 punten vloer: 43ste met 18,800 punten totaal: 112,186 punten finale: brug: 15de met 9,600 punten paard voltige: 24ste met 9,562 punten rekstok: 15de met 9,675 punten ringen: 32ste met 9,412 punten sprong: 2de met 9,700 punten vloer: 10de met 9,625 punten totaal: 57,574 punten |
| Nistor Șandro                                                                                        | individuele meerkamp (m) | 42e       | kwalificatie: 42ste brug: 79ste met 17,925 punten paard voltige: 80ste met 17,900 punten rekstok: 49ste met 18,812 punten ringen: 20ste met 19,075 punten sprong: 72ste met 18,650 punten vloer: 50ste met 18,700 punten totaal: 111,062 punten |
| Nicu Stroia                                                                                          | individuele meerkamp (m) | 28e       | kwalificatie: 28ste brug: 61ste met 18,400 punten paard voltige: 32ste met 18,925 punten rekstok: 16de met 19,212 punten ringen: 49ste met 18,750 punten sprong: 59ste met 18,712 punten vloer: 38ste met 18,875 punten totaal: 112,874 punten |
| Adrian Ianculescu Nicu Stroia Cristian Leric Nistor Șandro Robert Tăciulet Marius Urzică Dan Burincă | meerkamp team (m)        | 9e        | brug: 11de met 93,587 punten paard voltige: 4de met 95,074 punten rekstok: 8ste met 94,874 punten ringen: 10de met 93,925 punten sprong: 11de met 94,523 punten vloer: 11de met 94,274 punten totaal: 566,257 punten |
| |                          |           | |
| Gina Gogean                                                                                          | balk (v)                 | Brons     | kwalificatie: 7de met 19,262 punten finale: 3de met 9,787 punten |
| Alexandra Marinescu                                                                                  | balk (v)                 | 8e        | kwalificatie: 9de met 19,200 punten finale: 8ste met 8,462 punten |
| Simona Amânar                                                                                        | brug (v)                 | 5e        | kwalificatie: 1ste met 19,675 punten finale: 5de met 9,787 punten |
| Lavinia Miloșovici                                                                                   | brug (v)                 | 8e        | kwalificatie: 7de met 19,587 punten finale: 8ste met 9,750 punten |
| Simona Amânar                                                                                        | sprong (v)               | Goud      | kwalificatie: 1ste met 19,675 punten finale: 1ste met 9,825 punten |
| Gina Gogean                                                                                          | sprong (v)               | Brons     | kwalificatie: 2de met 19,637 punten finale: 3de met 9,750 punten |
| Simona Amânar                                                                                        | vloer (v)                | Zilver    | kwalificatie: 3de met 19,599 punten finale: 2de met 9,850 punten |
| Gina Gogean                                                                                          | vloer (v)                | 7e        | kwalificatie: 6de met 19,562 punten finale: 7de met 9,662 punten |
| Simona Amânar                                                                                        | individuele meerkamp (v) | Brons     | kwalificatie: 12de balk: 45ste met 18,487 punten brug: 1ste met 19,675 punten sprong: 1ste met 19,675 punten vloer: 3de met 19,599 punten totaal: 77,436 punten finale: 3de balk: 10de met 9,725 punten brug: 5de met 9,762 punten sprong: 1ste met 9,843 punten vloer: 7de met 9,737 punten totaal: 39,067 punten |
| Gina Gogean                                                                                          | individuele meerkamp (v) | Zilver    | kwalificatie: 5de balk: 7de met 19,262 punten brug: 22ste met 19,362 punten sprong: 2de met 19,637 punten vloer: 6de met 19,562 punten totaal: 77,823 punten finale: 2de balk: 5de met 9,800 punten brug: 11de met 9,700 punten sprong: 4de met 9,775 punten vloer: 3de met 9,800 punten totaal: 39,075 punten |
| Ionela Loaieș                                                                                        | individuele meerkamp (v) | 23e       | kwalificatie: 23ste balk: 16de met 19,062 punten brug: 36ste met 19,149 punten sprong: 35ste met 19,099 punten vloer: 31ste met 19,187 punten totaal: 76,497 punten |
| Alexandra Marinescu                                                                                  | individuele meerkamp (v) | 10e       | kwalificatie: 10de balk: 9de met 19,200 punten brug: 9de met 19,562 punten sprong: 15de met 19,362 punten vloer: 15de met 19,412 punten totaal: 77,536 punten |
| Lavinia Miloșovici                                                                                   | individuele meerkamp (v) | Brons     | kwalificatie: 4de balk: 8ste met 19,225 punten brug: 7de met 19,587 punten sprong: 3de met 19,574 punten vloer: 12de met 19,412 punten totaal: 77,841 punten finale: 3de balk: 9de met 9,775 punten brug: 9de met 9,737 punten sprong: 5de met 9,743 punten vloer: 2de met 9,812 punten totaal: 39,067 punten |
| Mirela Țugurlan                                                                                      | individuele meerkamp (v) | 15e       | kwalificatie: 15de balk: 23ste met 18,937 punten brug: 23ste met 19,349 punten sprong: 22ste met 19,237 punten vloer: 24ste met 19,312 punten totaal: 76,835 punten |
| Simona Amânar Gina Gogean Ionela Loaieș Alexandra Marinescu Lavinia Miloșovici Mirela Ţugurlan       | meerkamp team (v)        | Brons     | balk: 3de met 95,886 punten brug: 3de met 97,535 punten sprong: 1ste met 97,485 punten vloer: 2de met 97,340 punten totaal: 388,246 punten |

### Judo
| Olympiër        | Discipline | Resultaat | Prestatie |
| --------------- | ---------- | --------- | --- |
| Alexandru Ciupe | -78kg (m)  | 21e       | 1ste ronde: vrij 2de ronde: V van UZB Shmakov: ippon |
| Adrian Croitoru | -86kg (m)  | 5e        | 1ste ronde: vrij 2de ronde: W van JPN Yoshida: ippon 3de ronde: W van UKR Mashurenko: chui kwartfinale: W van FRA Yandzi: ippon halve finale: V van UZB Bagdasarov: yuko bronzen finale: V van NED Huizinga: ippon |
| Radu Ivan       | -95kg (m)  | 21e       | 1ste ronde: vrij 2de ronde: V van CUB Sánchez: ippon |
| Alexandru Lungu | +95kg (m)  | 9e        | 1ste ronde: vrij 2de ronde: V van CHN Liu: Hansoku-make herkansingen: W van KGZ Sergeyev: ippon herkansingen 2: V van RUS Kosorotov: ippon                                                                         |
|                 |            |           | |
| Simona Richter  | -72kg (v)  | 9e        | 1ste ronde: vrij 2de ronde: V van UKR Beliaieva: shido herkansingen: W van MRI St. Louis: ippon herkansingen 2: V van ITA Scapin: ippon                                                                            |

### Kanovaren
| Olympiër                                               | Discipline    | Resultaat | Prestatie                                                                          |
| ------------------------------------------------------ | ------------- | --------- | ---------------------------------------------------------------------------------- |
| Florin Huidu                                           | C-1 500m (m)  | 13e       | serie 2: 5de in 1.58,140 halve finale 1: 5de in 1.56,733                           |
| Victor Partnoi                                         | C-1 1000m (m) | 13e       | serie 1: 4de in 4.25,678 halve finale 1: 2de in 4.14,333 finale: 6de in 3.59,858   |
| Gheorghe Andriev Grigore Obreja                        | C-2 500m (m)  | Brons     | serie 3: 1ste in 1.43,548 halve finale 1: 1ste in 1.41,653 finale: 3de in 1.41,336 |
| Marcel Glăvan Antonel Borșan                           | C-2 1000m (m) | Zilver    | serie 1: 1ste in 4.06,481 finale: 2de in 3.32,294                                  |
| Geza Magyar                                            | K-1 500m (m)  | 4e        | serie 1: 1ste in 1.42,391 halve finale 2: 2de in 1.40,615 finale: 4de in 1.38,975  |
| Marin Popescu                                          | K-1 1000m (m) | 7e        | serie 2: 3de in 3.47,968 halve finale 2: 2de in 3.44,249 finale: 7de in 3.34,549   |
| Daniel Stoian Romică Șerban                            | K-2 500m (m)  | 7e        | serie 3: 2de in 1.32,926 halve finale 2: 4de in 1.30,611 finale: 7de in 1.30,063   |
|                                                        |               |           |                                                                                    |
| Raluca Ioniţǎ                                          | K-1 500m (v)  | 21e       | serie 3: 6de in 2.00,059 herkansingen: 6de in 2.11,941                             |
| Sanda Toma Viorica Iordache                            | K-2 500m (v)  | 11e       | serie 1: 3de in 1.47,200 halve finale 1: 6de in 1.47,061                           |
| Sanda Toma Viorica Iordache Raluca Ioniţǎ Mihaela Bene | K-4 500m (v)  | 11e       | serie 1: 4de in 1.41,685 halve finale 1: 3de in 1.40,088                           |

### Moderne vijfkamp
| Olympiër      | Discipline      | Resultaat | Prestatie |
| ------------- | --------------- | --------- | --- |
| Adrian Toader | individueel (m) | 14e       | schietsport: 4de met 183 punten zwemmen: 3de in 3.16,09 schermen: 25ste met 12 overwinningen paardensport: 19de met 950 punten atletiek: 9de in 12.52,437 totaal: 5335 punten |

### Roeien
| Olympiër | Discipline             | Resultaat | Prestatie |
| --- | ---------------------- | --------- | --- |
| Atilla Racz Nicolae Spircu | twee-zonder (m)        | 13e       | serie 3: 5de in 6.57,77 herkansingen: 4de in 7.07,96 finale C: 1ste in 7.01,94                                |
| Gabriel Marin Dorin Alupei Dimitrie Popescu Vasile Măstăcan                                                                     | vier-zonder (m)        | 5e        | serie 1: 2de in 6.18,03 halve finale 2: 2de in 6.11,84 finale: 5de in 6.08,97                                 |
| Gabriel Marin Andrei Bănică Cornel Nemțoc Dorin Alupei Viorel Talapan Nicolae Țaga Valentin Robu Iulică Ruican Marin Gheorghe   | acht (m)               | 7e        | serie 2: 4de in 5.54,34 herkansingen: 4de in 5.31,88 finale B: 1ste in 5.37,65                                |
| |                        |           | |
| Elisabeta Lipă | skiff (v)              | 9e        | serie 2: 5de in 8.22,92 herkansingen: 1ste in 8.30,97 halve finale 2: 4de in 8.01,84 finale B: 3de in 7.28,79 |
| Constanța Burcică-Pipota Camelia Macoviciuc                                                                                     | lichte dubbel-twee (v) | Goud      | serie 2: 1ste in 7.33,61 halve finale 1: 2de in 7.11,13 finale: 1ste in 7.12,78                               |
| Liliana Cazac Angela Cazac | twee-zonder (v)        | 9e        | serie 2: 3de in 7.49,94 halve finale 2: 4de in 7.44,47 finale B: 4de in 7.20,60                               |
| Angela Alupei Viorica Susanu Iulia Bulie Doina Robu                                                                             | dubbel-vier (v)        | 10e       | serie 1: 5de in 6.50,93 herkansingen: 3de in 6.26,27 finale B: 4de in 6.31,35                                 |
| Vera Cochela Liliana Gafencu Elena Georgescu Doina Ignat Elisabeta Lipă Ioana Olteanu Mărioara Popescu Doina Spircu Anca Tănase | acht (v)               | Goud      | serie 2: 1ste in 6.23,94 finale: 1ste in 6.19,73                                                              |

### Schermen
| Olympiër                                         | Discipline     | Resultaat | Prestatie |
| ------------------------------------------------ | -------------- | --------- | --- |
| Aurel Bratu                                      | degen (m)      | 45e       | 1ste ronde: V van CUB Trevejo: 10-15 |
| Gheorghe Epurescu                                | degen (m)      | 32e       | 1ste ronde: W van ESP Fernández: 15-10 2de ronde: V van FRA Henry: 9-15 |
| Gabriel Pantelimon                               | degen (m)      | 43e       | 1ste ronde: V van GER Strzalka: 12-15 |
| Aurel Bratu Gheorghe Epurescu Gabriel Pantelimon | degen team (m) | 11e       | 1ste ronde: V van Rusland: 35-45 |
| Mihai Covaliu                                    | sabel (m)      | 25e       | 1ste ronde: W van ALG Salim Bernaoui: 15-7 2de ronde: V van ITA Tarantino: walk-over |
| Florin Lupeică                                   | sabel (m)      | 20e       | 1ste ronde: vrij 2de ronde: V van POL Sznajder: 11-15 |
| Vilmoș Szabo                                     | sabel (m)      | 16e       | 1ste ronde: vrij 2de ronde: W van HUN Szabó: 15-8 3de ronde: V van RUS Sharikov: 8-15 |
| Florin Lupeică Mihai Covaliu Vilmoș Szabo        | sabel team (m) | 7e        | 1ste ronde: W van Verenigde Staten: 45-40 kwartfinale: V van Hongarije: 40-45 |
|                                                  |                |           | |
| Laura Badea                                      | floret (v)     | Goud      | 1ste ronde: vrij 2de ronde: W van ISR Parisky: 15-5 3de ronde: V van FRA Wuillème: 15-6 kwartfinale: W van HUN Mohamed: 15-8 halve finale: W van ITA Trillini: 15-14 finale: W van ITA Vezzali: 15-10 |
| Roxana Scarlat                                   | floret (v)     | 15e       | 1ste ronde: vrij 2de ronde: W van RUS Boyko: 15-10 3de ronde: V van ITA Trillini: 11-15 |
| Reka Szabo                                       | floret (v)     | 19e       | 1ste ronde: vrij 2de ronde: V van FRA Wuillème: 12-15 |
| Laura Cârlescu-Badea Reka Szabo Roxana Scarlat   | sabel team (m) | 7e        | 1ste ronde: vrij kwartfinale: W van Rusland: 45-41 halve finale: W van Duitsland: 45-33 finale: V van Italië: 33-45                                                                                   |

### Schietsport
| Olympiër           | Discipline              | Resultaat | Prestatie                                              |
| ------------------ | ----------------------- | --------- | ------------------------------------------------------ |
| Sorin Babii        | 50m pistool (m)         | 20e       | kwalificatie: 20ste met 556 punten (95-90-93-92-94-92) |
| Constantin Tarloiu | 50m pistool (m)         | 30e       | kwalificatie: 30ste met 552 punten (90-89-95-91-95-92) |
| Iulian Raicea      | 25m snelvuurpistool (m) | 11e       | kwalificatie: 11de met 584 punten (292-292)            |
| Sorin Babii        | 10m luchtpistool (m)    | 26e       | kwalificatie: 26ste met 575 punten (92-98-96-97-96-96) |
| Constantin Tarloiu | 10m luchtpistool (m)    | 17e       | kwalificatie: 17de met 578 punten (94-96-97-95-99-97)  |
| Ioan Toman         | skeet (m)               | 32e       | kwalificatie: 32ste met 117 punten (71-46)             |

### Schoonspringen
| Olympiër           | Discipline    | Resultaat | Prestatie                                                                                           |
| ------------------ | ------------- | --------- | --------------------------------------------------------------------------------------------------- |
| Gabriel Chereches  | 10m toren (m) | 24e       | voorronde: 24ste met 309,30 punten                                                                  |
|                    |               |           | |
| Clara Elena Ciocan | 10m toren (v) | 24e       | voorronde: 6de met 281,52 punten halve finale: 7de met 438,93 punten finale: 10de met 413,46 punten |
| Anișoara Oprea     | 10m toren (v) | 22e       | voorronde: 22ste met 233,34 punten                                                                  |

### Tafeltennis
| Olympiër                             | Discipline     | Resultaat | Prestatie |
| ------------------------------------ | -------------- | --------- | --- |
| Vasile Florea                        | enkelspel (m)  | 33e       | groep C: 2de V van BEL Saive: 0-2 W van GER Franz: 2-0 W van KUW Al-Habashi: 2-0                                                              |
|                                      |                |           | |
| Otilia Bădescu                       | enkelspel (v)  | 33e       | groep N: 1ste W van LTU Garkauskaitė: 2-1 W van IND Radhika: 2-0 W van NED Vrieskoop: 2-0 2de ronde: V van CHN Liu: 0-3 (18-21, 16-21, 13-21) |
| Emilia Elena Ciosu                   | enkelspel (v)  | 33e       | groep P: 3de V van SUI Tu: 1-2 W van NGR Kaffo: 2-1 V van BRA Kosaka: 0-2                                                                     |
| Adriana Simion                       | enkelspel (v)  | 17e       | groep E: 2de W van VEN Ramos: 2-0 W van NED Hooman-Kloppenburg: 2-0 V van HKG Chai: 1-2                                                       |
| Emilia Elena Ciosu Georgeta Cojocaru | dubbelspel (v) | 17e       | groep D: 3de V van KOR Park/Ryu: 0-2 V van TPE Bai/Xu: 1-2 W van UGA Kyakobye/Musoke: 2-0                                                     |

### Tennis
| Olympiër                           | Discipline     | Resultaat | Prestatie                                                |
| ---------------------------------- | -------------- | --------- | -------------------------------------------------------- |
| Andrei Pavel                       | enkelspel (m)  | 33e       | 1ste ronde: V van ESP Bruguera: 6-2, 1-6, 6-8            |
| Dinu Pescariu                      | enkelspel (m)  | 33e       | 1ste ronde: V van MEX Ortiz: 2-6, 2-6                    |
| Andrei Pavel Dinu Pescariu         | dubbelspel (m) | 17e       | 1ste ronde: V van NED Eltingh/Haarhuis: 2-6, 7-6(1), 4-6 |
|                                    |                |           |                                                          |
| Cătălina Cristea                   | enkelspel (v)  | 33e       | 1ste ronde: V van GER Huber: 2-6, 6-4, 6-2               |
| Ruxandra Dragomir                  | enkelspel (v)  | 33e       | 1ste ronde: V van CZE Novotná: 4-6, 4-4, opgave          |
| Cătălina Cristea Ruxandra Dragomir | dubbelspel (v) | 17e       | 1ste ronde: V van INA Basuki/Tedjakusuma: walk-over      |

### Waterpolo
| Olympiër | Discipline | Resultaat | Prestatie |
| --- | ---------- | --------- | --- |
| Edward Andrei Florin Bonca Robert Dinu Niculae Fulgeanu Vlad Hagiu Gelu Lisac Istvan Moldvai Daniel Radu Bogdan Rath Radu Sabău Stefan Sanda Dinel Stemate Liviu Totolici | mannen     | 11e       | groep B: 5de G van Oekraïne: 6-6 V van Kroatië: 6-11 V van Griekenland: 5-8 V van Verenigde Staten: 5-10 V van Italië: 9-10 9-12de plek: 3de V van Nederland: 8-10 W van Oekraïne: 11-8 V van Duitsland: 6-10 |

| Groep B |                  |             |             |             |             |        |        |        |        |
| #       | Land             | Wedstrijden | Wedstrijden | Wedstrijden | Wedstrijden | Punten | Punten | Punten | Punten |
| #       | Land             | G           | W           | G           | V           | V      | T      | Saldo  | Punten |
| 1       | Italië           | 5           | 5           | 0           | 0           | 48     | 38     | +10    | 10     |
| 2       | Verenigde Staten | 5           | 4           | 0           | 1           | 45     | 37     | +8     | 8      |
| 3       | Kroatië          | 5           | 3           | 0           | 2           | 51     | 39     | +12    | 6      |
| 4       | Griekenland      | 5           | 2           | 0           | 3           | 37     | 38     | -1     | 4      |
| 5       | Roemenië         | 5           | 1           | 0           | 4           | 31     | 45     | -14    | 1      |
| 6       | Oekraïne         | 5           | 1           | 0           | 4           | 32     | 48     | -15    | 1      |

| Ronde      | Datum   | Plaats           | Land | Score    | Land |
| ---------- | ------- | ---------------- | ---- | -------- | ---- |
| Groepsfase |         |                  |      |          |      |
| 20 juli    | Atlanta | Roemenië         | 6-6  | Oekraïne |      |
| 21 juli    | Atlanta | Kroatië          | 11-6 | Roemenië |      |
| 22 juli    | Atlanta | Griekenland      | 8-5  | Roemenië |      |
| 23 juli    | Atlanta | Verenigde Staten | 10-5 | Roemenië |      |
| 24 juli    | Atlanta | Italië           | 10-9 | Roemenië |      |

| Groep 9-12de plaats |           |             |             |             |             |        |        |        |        |
| #                   | Land      | Wedstrijden | Wedstrijden | Wedstrijden | Wedstrijden | Punten | Punten | Punten | Punten |
| #                   | Land      | G           | W           | G           | V           | V      | T      | Saldo  | Punten |
| 1                   | Duitsland | 3           | 3           | 0           | 0           | 29     | 16     | +13    | 6      |
| 2                   | Nederland | 3           | 1           | 1           | 1           | 25     | 26     | -1     | 3      |
| 3                   | Roemenië  | 3           | 1           | 0           | 2           | 25     | 28     | -3     | 2      |
| 4                   | Oekraïne  | 3           | 0           | 1           | 2           | 21     | 30     | -9     | 1      |

| Ronde      | Datum   | Plaats    | Land | Score    | Land |
| ---------- | ------- | --------- | ---- | -------- | ---- |
| Groepsfase |         |           |      |          |      |
| 26 juli    | Atlanta | Nederland | 10-8 | Roemenië |      |
| 27 juli    | Atlanta | Roemenië  | 11-8 | Oekraïne |      |
| 28 juli    | Atlanta | Duitsland | 10-6 | Roemenië |      |

### Worstelen
| Olympiër              | Discipline  | Resultaat   | Prestatie |
| Vrije stijl           | Vrije stijl | Vrije stijl | Vrije stijl |
| --------------------- | ----------- | ----------- | --- |
| Gheorghe Corduneanu   | -48kg (m)   | 5e          | 1ste ronde: V van GRE Tskouaseli: 1-3 herkansingen: W van SWE Besarati: 3-1 herkansingen 2: W van MKD Sokolov: 3-1 herkansingen 3: W van NGR Jacob: 3-1 herkansingen 4: V van RUS Orujov: 0-4 7-8ste plek: W van USA Eiter: 3-1 |
| Constantin Corduneanu | -52kg (m)   | 15e         | 1ste ronde: V van RUS Mongush: 1-3 herkansingen: vrij herkansingen 2: V van USA Rosselli: 1-3 |
| Bogdan Ciufulescu     | -57kg (m)   | 19e         | 1ste ronde: V van JPN Abe: 0-4 herkansingen: V van ITA Liuzzi: 1-3 |
| Șerban Mumjiev        | -62kg (m)   | 12e         | 1ste ronde: V van JPN Wada: 0-4 herkansingen: W van POL Krzesiak: 4-1 herkansingen 2: V van CYP Parsekian: 1-3 |
| Nicolae Ghiță         | -82kg (m)   | 13e         | 1ste ronde: V van JPN Yokoyama: 0-4 herkansingen: W van PUR Rosa: 3-1 herkansingen 2: V van AZE Ibragimov: 1-3 |
| Grieks-Romeins        |             |             | |
| Valentin Rebegea      | -52kg (m)   | 12e         | 1ste ronde: V van POL Jabłoński: 0-4 herkansingen: W van UZB Khudoyberdiev: 4-0 herkansingen 2: V van UKR Kalashnikov: 1-3 |
| Marian Sandu          | -57kg (m)   | 15e         | 1ste ronde: W van GRE Elgkian: 3-1 2de ronde: V van KAZ Melnichenko: 0-3 herkansingen 2: V van CUB Sarmiento: 0-3 |
| Ender Memet           | -68kg (m)   | 12e         | 1ste ronde: W van EST Nikitin: 4-0 2de ronde: V van CUB Colás: 0-3 herkansingen 2: V van TUR Karapınar: 1-3 |
| Anton Arghira         | -82kg (m)   | 15e         | 1ste ronde: V van KOR Park: 1-3 herkansingen: vrij herkansingen 2: V van YUG Jovančević: 0-3 |
| Laurenţiu Amariei     | -130kg (m)  | 15e         | 1ste ronde: V van MDA Mureiko: 1-4 herkansingen: V van CAN Johl: 1-3 |

### Zeilen
| Olympiër    | Discipline | Resultaat | Prestatie                                           |
| ----------- | ---------- | --------- | --------------------------------------------------- |
| Horia Ispaș | finn (m)   | 28e       | 394,0 punten: (43-43-49-DNF-47-DNF-24-DSQ-45-48-38) |
|             |            |           |                                                     |
| Horia Ispaș | laser      | 48e       | 394,0 punten: (43-43-49-DNF-47-DNF-24-DSQ-45-48-38) |

### Zwemmen
| Olympiër                                                          | Discipline            | Resultaat | Prestatie                                                |
| ----------------------------------------------------------------- | --------------------- | --------- | -------------------------------------------------------- |
| Alexandru Ioanovici                                               | 50m vrije slag (m)    | DSQ       | serie 5: gediskwalificeerd                               |
| Nicolae Ivan                                                      | 100m vrije slag (m)   | 30e       | serie 7: 6de in 51,14                                    |
| Nicolae Butacu                                                    | 200m vrije slag (m)   | 16e       | serie 4: 7de in 1.50,83 finale B: 8ste in 1.51,46        |
| Nicolae Butacu                                                    | 100m rugslag (m)      | 21e       | serie 5: 6de in 56,73                                    |
| Nicolae Butacu                                                    | 200m rugslag (m)      | 34e       | serie 6: 7de in 2.08,59                                  |
| Răzvan Petcu                                                      | 100m vlinderslag (m)  | 35e       | serie 4: 6de in 55,50                                    |
| Nicolae Ivan Răzvan Petcu Horațiu Badiță Alexandru Ioanovici      | 4x100m vrije slag (m) | 10e       | serie 2: 4de in 3.21,66 (NR)                             |
|                                                                   |                       |           |                                                          |
| Luminița Dobrescu                                                 | 50m vrije slag (v)    | 27e       | serie 6: 7de in 26,47                                    |
| Luminița Dobrescu                                                 | 100m vrije slag (v)   | 11e       | serie 4: 3de in 56,27 finale B: 3de in 55,98             |
| Lorena Diaconescu                                                 | 200m vrije slag (v)   | 25e       | serie 6: 7de in 2.04,59                                  |
| Luminița Dobrescu                                                 | 200m vrije slag (v)   | 8e        | serie 5: 5de in 2.00,85 finale: 8ste in 2.01,63          |
| Carla Negrea                                                      | 400m vrije slag (v)   | 16e       | serie 5: 5de in 4.16,89 finale B: 8ste in 4.17,08        |
| Carla Negrea                                                      | 800m vrije slag (v)   | 20e       | serie 4: 7de in 8.54,19                                  |
| Florina Herea                                                     | 100m rugslag (v)      | 28e       | serie 2: 6de in 1.06,12                                  |
| Cătălina Cășaru                                                   | 200m rugslag (v)      | 28e       | serie 4: 4de in 2.15,92 finale B: 6de in 2.15,15         |
| Larisa Lăcustă                                                    | 100m schoolslag (v)   | 35e       | serie 3: 7de in 1.13,91                                  |
| Larisa Lăcustă                                                    | 200m schoolslag (v)   | 33e       | serie 6: 8ste in 2.38,08                                 |
| Loredana Zisu                                                     | 100m vlinderslag (v)  | 23e       | serie 4: 7de in 1.02,66                                  |
| Loredana Zisu                                                     | 200m vlinderslag (v)  | 21e       | serie 5: 7de in 2.17,56                                  |
| Beatrice Cășlaru                                                  | 200m wisselslag (v)   | 12e       | serie 3: 1ste in 2.16,80 finale B: 4de in 2.16,75        |
| Beatrice Cășlaru                                                  | 400m wisselslag (v)   | 6e        | serie 4: 4de in 4.44,66 finale: 6de in 4.44,91           |
| Lorena Diaconescu Florina Herea Andreea Trufaşu Luminița Dobrescu | 4x100m vrije slag (v) | 11e       | serie 2: 4de in 3.48,43                                  |
| Luminița Dobrescu Loredana Zisu Lorena Diaconescu Carla Negrea    | 4x200m vrije slag (v) | 11e       | serie 3: 3de in 8.10,77 (NR) finale: 7de in 8.10,02 (NR) |
| Cătălina Cășaru Beatrice Câșlaru Loredana Zisu Luminița Dobrescu  | 4x100m wisselslag (v) | 17e       | serie 2: 6de in 4.16,18                                  |

Afghanistan · Albanië · Algerije · Amerikaanse Maagdeneilanden · Amerikaans-Samoa · Andorra · Angola · Antigua‑Barbuda · Argentinië · Armenië · Aruba · Australië · Azerbeidzjan · Bahama's · Bahrein · Bangladesh · Barbados · België · Belize · Benin · Bermuda · Bhutan · Bolivia · Bosnië en Herzegovina · Botswana · Brazilië · Britse Maagdeneilanden · Brunei · Bulgarije · Burkina Faso · Burundi · Cambodja · Canada · Centraal-Afrikaanse Republiek · Chili · China · Chinees Taipei · Colombia · Comoren · Congo-Brazzaville · Cookeilanden · Costa Rica · Cuba · Cyprus · Denemarken · Djibouti · Dominica · Dominicaanse Republiek · Duitsland · Ecuador · Egypte · El Salvador · Equatoriaal-Guinea · Estland · Ethiopië · Fiji · Filipijnen · Finland · Frankrijk · Gabon · Gambia · Georgië · Ghana · Grenada · Griekenland · Groot-Brittannië · Guam · Guatemala · Guinee · Guinee-Bissau · Guyana · Haïti · Honduras · Hongarije · Hongkong · Ierland · IJsland · India · Indonesië · Irak · Iran · Israël · Italië · Ivoorkust · Jamaica · Japan · Jemen · Joegoslavië · Jordanië · Kaaimaneilanden · Kaapverdië · Kameroen · Kazachstan · Kenia · Kirgizië · Koeweit · Kroatië · Laos · Lesotho · Letland · Libanon · Liberia · Libië · Liechtenstein · Litouwen · Luxemburg ·  Macedonië · Madagaskar · Malawi · Malediven · Maleisië · Mali · Malta · Marokko · Mauritanië · Mauritius · Mexico · Moldavië · Monaco · Mongolië · Mozambique · Myanmar · Namibië · Nauru · Nederland · Nederlandse Antillen · Nepal · Nicaragua · Nieuw-Zeeland · Niger · Nigeria · Noord-Korea · Noorwegen · Oeganda · Oekraïne · Oezbekistan · Oman · Oostenrijk · Pakistan · Palestina · Panama · Papoea-Nieuw-Guinea · Paraguay · Peru · Polen · Portugal · Puerto Rico · Qatar · Roemenië · Rusland · Rwanda · Saint Kitts en Nevis · Saint Lucia · Saint Vincent en Grenadines · Salomonseilanden · Samoa · San Marino · Sao Tomé en Principe · Saoedi-Arabië · Senegal · Seychellen · Sierra Leone · Singapore · Slovenië · Slowakije · Soedan · Somalië · Spanje · Sri Lanka · Suriname · Swaziland · Syrië · Tadzjikistan · Tanzania · Thailand · Togo · Tonga · Trinidad en Tobago · Tsjaad · Tsjechië · Tunesië · Turkije · Turkmenistan · Uruguay · Vanuatu · Venezuela · Verenigde Arabische Emiraten · Verenigde Staten · Vietnam · Wit-Rusland · Zaïre · Zambia · Zimbabwe · Zuid-Afrika · Zuid-Korea · Zweden · Zwitserland